# ديك ووكر
ديك ووكر (بالإنجليزية: Dick Walker)‏ (22 يوليو 1913 - 1 يناير 1988) هو لاعب كرة قدم بريطاني سابق كان يلعب كمدافع.